# Heino Ferch
Heino Ferch (Bremerhaven, 18 de agosto de 1963) es un actor alemán conocido principalmente en su país, donde ha desarrollado una extensa carrera en el teatro y en el cine, pero también internacionalmente por películas como la exitosa El hundimiento, donde interpretaba al arquitecto Albert Speer.

## Filmografía (selección)

### Cine
- 2017 - Coco - Ernesto de la Cruz (versión alemán)
- 2016 - Connie & Co, de Franziska Buch
- 2016 - Fritz Lang. Los otros y nosotros, de Gordian Maugg
- 2014 - Los pingüinos de Madagascar - Agente Clasificado (versión alemán)
- 2010 - La vida es demasiado larga, de Dani Lavy
- 2010 - Vincent will Meer, de Ralf Huetneer
- 2008 - Der Baader Meinhof Komplex
- 2008 - The Trojan Horse (TV, CAN, US)
- 2007 - Messy Christmas
- 2007 - Hunt for Troy (TV)
- 2006 - El muro - Berlin ´61 (TV)
- 2006 - Ghetto
- 2005 - The Airlift (TV)
- 2005 - Hunt for Justice - The Louise Arbour Story (TV, CAN)
- 2005 - D'Artagnan et les trois mousquetaires (TV, FR)
- 2004 - El hundimiento
- 2003 - A Light in Dark Places(TV)
- 2002 - Extreme Ops
- 2002 - Napoléon (TV, FR)
- 2001 - The Seagull's Laughter
- 2002 - Julius Caesar (TV, USA, IT, FR)
- 2001 - Der Tunnel
- 1999 - The Green Desert
- 1999 - Straight Shooter
- 1998 - Four for Venice
- 1997 - Comedian Harmonists
- 1997 - La vida en obras
- 1997 - Winterschäfer[2]

## Premios (selección)
- 2001. Premios de la Televisión de Baviera
- 2003. Premio Bambi